# Bộ Quốc phòng (Lào)
Bộ Quốc phòng Lào (tiếng Lào: ກະຊວງປ້ອງກັນປະເທດ ລາວ, kasuang  pongkanpathed Lao) là Bộ thuộc Chính phủ do Chính phủ Lào quản lý. Đây là cơ quan quản lý hành chính Quân đội Nhân dân Lào.

## Lịch sử
Sau khi giải phóng Viêng Chăn, Chính phủ cách mạng Lào đã tiến hành cải tổ lại tổ chức Chính phủ. Ngày 2/12/1975, Chính phủ cách mạng Lào tuyên bố thành lập. Bộ Quốc phòng Lào được thành lập nằm trong Chính phủ, Phó Thủ tướng Khamtai Siphandon được cử làm Bộ trưởng Bộ Quốc phòng.

## Tổ chức
Theo Hiến pháp Lào, Bộ Quốc phòng là cơ quan chỉ huy tối cao của Quân đội nhân dân Lào và các đơn vị bán quân sự khác. Tổ chức chỉ huy của Bộ gồm văn phòng Trung ương, Bộ Tổng tham mưu Quân đội (ກົມໃຫຍ່ເສນາທິການກອງທັບ), Tổng cục Chính trị Quân đội (ກົມໃຫຍ່ການເມືອງກອງທັບ), Tổng cục Hậu cần (ກົມໃຫຍ່ພະລາທິການກອງທັບ), Tổng cục Kỹ thuật (ກົມໃຫຍ່ເຕັກນິກກອງທັບ) và các cục khác.
Bộ Tổng tham mưu là cơ quan chỉ huy, phối hợp của Quân đội nhân dân Lào và các đơn vị bán quân sự khác, hiện do Tổng Tham mưu trưởng kiêm Thứ trưởng Bộ Quốc phòng kiêm nhiệm. Lãnh đạo Tổng cục Chính trị là Chủ nhiệm Tổng cục Chính trị do một Thứ trưởng Bộ Quốc phòng làm lãnh đạo phụ trách các hoạt động chính trị, đạo đức và các hoạt động khác trong quân đội có liên quan đến Đảng Nhân dân Cách mạng Lào, Tổng cục Chính trị cũng vận hành hệ thống Tòa án quân sự và Viện kiểm sát quân sự.
Tổng cục Chính trị chịu sự lãnh đạo của Ban Bí thư Đảng Nhân dân Cách mạng Lào và thường xuyên hoạt động dưới sự quản lý trực tiếp của Đảng ủy Quân sự Trung ương.
Cơ cấu chỉ huy của bộ do Văn phòng Trung ương (Văn phòng Bộ) phối hợp hoạt động đồng thời với Văn phòng Ủy ban Quốc phòng và An ninh Trung ương (Đảng ủy Quân sự An ninh Trung ương).

## Bộ trưởng Bộ Quốc phòng
| STT | Chân dung | Họ và tên (sinh–mất)           | Bổ nhiệm  | Miễn nhiệm | Hạng                  | Thủ tướng           |
| --- | --------- | ------------------------------ | --------- | ---------- | --------------------- | ------------------- |
| 1   |           | Khamtai Siphandon (1924–)      | 2/12/1975 | 15/8/1991  | 5                     | Kaysone Phomvihane  |
| 2   |           | Choummaly Sayasone (1936–)     | 15/8/1991 | 27/3/2001  | 8                     | Khamtai Siphandon   |
| 2   | 3         | Choummaly Sayasone (1936–)     | 15/8/1991 | 27/3/2001  | Sisavath Keobounphanh |                     |
| 3   |           | Douangchay Phichit (1944–2014) | 27/3/2001 | 17/5/2014  | 9                     | Bounnhang Vorachith |
| 3   | 9         | Douangchay Phichit (1944–2014) | 27/3/2001 | 17/5/2014  | Bouasone Bouphavanh   |                     |
| 3   | 7         | Douangchay Phichit (1944–2014) | 27/3/2001 | 17/5/2014  | Thongsing Thammavong  |                     |
| -   | -         | Sengnouane Xayalat (1950–)     | 17/5/2014 | 9/7/2014   | Thongsing Thammavong  | —                   |
| 4   | -         | Sengnouane Xayalat (1950–)     | 9/7/2014  | 20/4/2016  | Thongsing Thammavong  | —                   |
| 5   |           | Chansamone Chanyalath (1948-)  | 20/4/2016 | nay        | 8                     | Thongloun Sisoulith |